# Panaxia bieli
Panaxia bieli är en fjärilsart som beskrevs av Otto Staudinger 1894. Panaxia bieli ingår i släktet Panaxia och familjen björnspinnare. Inga underarter finns listade i Catalogue of Life.